# 數學、科學和工程用希臘字母
希臘字母應用於用於數學、科學、工程等領域。在數學方面，希臘字母常用於常數、特殊函數和特定的變數，而且通常大寫和小寫都有分別，而且互不相關。有些希臘字母因字形和拉丁字母一樣而不使用，如：A, B, E, H, I, K, M, N, O, P, T, X, Y, Z；此外，小寫的 ι（iota），ο（omicron）和υ（upsilon）跟拉丁字母 i，o 和 u 字形相似，也很少被使用。希臘字母的字體變形，在數學上可有特定的意思，例如 φ（phi）和 π（pi）；或作為獨特的符號，例如 ε/ϵ 和 π/ϖ。有時也使用希臘古字母 Ϝ/ϝ/ϛ（digamma）。
在金融數學中，有些希臘字母會用來表示投資風險的變數。
母語為英語的數學家在讀希臘字母時，他們不會用現在的或古時的發音，但用傳統的英語發音。例如 θ，美國數學家會讀成 /ˈθeɪtə/，而英國數學家會讀成 /ˈθiːtə/。（古時：[tʰɛ̂ːta]，現在：[ˈθita]）

## 印刷
數學用希臘字母和在希臘語文字中的希臘字母通常都不同：數學用希臘字母是獨立使用的，而不連着其他字母。而且，有些數學用希臘字母採取其他款式，而不是印刷用款式。
OpenType字体格式中有一个标签“mgrk”（Mathematical Greek，數學希腊字母），它可以用来标记一个希腊字母是用在数学（而不是希腊语）中的。
以下的表格顯示了TeX和HTML中的希臘字母的分別。TeX使用的字體是斜體，因為變數應該使用斜體。由于希腊字母一般都用于数学公式中的变量，所以希腊字母以类似于TeX的字体出现一般都是在数学相關著作中。
| TeX希臘字母 | TeX希臘字母                                         | TeX希臘字母 | TeX希臘字母 | TeX希臘字母                                    | TeX希臘字母                          | TeX希臘字母 | TeX希臘字母                                                                            | TeX希臘字母 | TeX希臘字母                      | TeX希臘字母                                          | TeX希臘字母 | TeX希臘字母 | TeX希臘字母                      | TeX希臘字母 |
| 名字        | TeX                                                 | HTML        |             | 名字                                           | TeX                                  | HTML        |                                                                                        | 名字        | TeX                              | HTML                                                 |             | 名字        | TeX                              | HTML        |
| ----------- | --------------------------------------------------- | ----------- | ----------- | ---------------------------------------------- | ------------------------------------ | ----------- | -------------------------------------------------------------------------------------- | ----------- | -------------------------------- | ---------------------------------------------------- | ----------- | ----------- | -------------------------------- | ----------- |
| Alpha       | {\displaystyle \mathrm {A} \alpha \,}               | Αα          |             | Beta                                           | {\displaystyle \mathrm {B} \beta \,} | Ββϐ         |                                                                                        | Gamma       | {\displaystyle \Gamma \gamma \,} | Γγ                                                   |             | Delta       | {\displaystyle \Delta \delta \,} | Δδ          |
| Epsilon     | {\displaystyle \mathrm {E} \epsilon \varepsilon \,} | Εϵε϶        | Digamma     | {\displaystyle \mathrm {\Digamma} \digamma \,} | Ϝϝ                                   | Stigma      | {\displaystyle \mathrm {\Stigma} \mathrm {\stigma} \,}                                 | Ϛϛ          | Zeta                             | {\displaystyle \mathrm {Z} \zeta \,}                 | Ζζ          |             |                                  |             |
| Eta         | {\displaystyle \mathrm {H} \eta \,}                 | Ηη          | Theta       | {\displaystyle \Theta \theta \vartheta \,}     | Θθϑϴ                                 | Iota        | {\displaystyle \mathrm {I} \iota \,}                                                   | Ιι          | Kappa                            | {\displaystyle \mathrm {K} \kappa \varkappa \,}      | Κκϰ         |             |                                  |             |
| Lambda      | {\displaystyle \Lambda \lambda \,}                  | Λλ          | Mu          | {\displaystyle \mathrm {M} \mu \,}             | Μμ                                   | Nu          | {\displaystyle \mathrm {N} \nu \,}                                                     | Νν          | Xi                               | {\displaystyle \Xi \xi \,}                           | Ξξ          |             |                                  |             |
| Omicron     | {\displaystyle \mathrm {O} \mathrm {o} \,}          | Οο          | Pi          | {\displaystyle \Pi \pi \varpi \,}              | Ππϖ                                  | Koppa       | {\displaystyle \mathrm {\Coppa} \mathrm {\coppa} \mathrm {\Koppa} \mathrm {\koppa} \,} | ϘϙϞϟ        | Rho                              | {\displaystyle \mathrm {P} \rho \varrho \,}          | Ρρϱ         |             |                                  |             |
| Sigma       | {\displaystyle \Sigma \sigma \varsigma \,}          | Σσς         | Tau         | {\displaystyle \mathrm {T} \tau \,}            | Ττ                                   | Upsilon     | {\displaystyle \Upsilon \upsilon \,}                                                   | Υυ          | Phi                              | {\displaystyle \Phi \phi \varphi \,}                 | Φϕφ         |             |                                  |             |
| Chi         | {\displaystyle \mathrm {X} \chi \,}                 | Χχ          | Psi         | {\displaystyle \Psi \psi \,}                   | Ψψ                                   | Omega       | {\displaystyle \Omega \omega \,}                                                       | Ωω          | Sampi                            | {\displaystyle \mathrm {\Sampi} \mathrm {\sampi} \,} | Ϡϡ          |             |                                  |             |

## 希臘字母代表的概念

### Αα（alpha）
- 代表：
  - 三角形裏第一個角，在邊A的對面
  - 一元二次方程裏的其中一個根（β代表另一個）
  - 雙極性電晶體中集極電流與射極電流的比例
  - 一個結果的顯著性差異
  - 統計學上的假陽性率
  - 犧牲率的倒數
  - 物理學上的精細結構常數
  - 飛機的攻角
  - 一粒α粒子（He2+）
  - 物理學上的角加速度
  - 熱脹冷縮的係數
  - 熱擴散率
  - α碳原子為與有機物中與官能團相連的第一個碳原子（第二個為β碳原子，以此類推），如胺基酸中與羰基中的碳相連的碳原子即為α碳原子
  - 天文測量學的赤經
  - 一個星座內最亮的一個星，如半人馬座α（次亮為β，以此類推）
  - 角加速度
  - 化學的解離程度

### Ββ（beta）
- 代表Β函數
- 代表：
  - 三角形裏第二個角，在邊B的對面
  - 一元二次方程裏的其中一個根（α代表另一個）
  - 雙極性電晶體中集極電流與基極電流的比例
  - 統計學上的假陰性率
  - 金融數學上的Beta係數（資產的不可分發率）
  - 飛機的側滑（英语：sideslip）角
  - β粒子（e-）
  - 聲強
  - 速度除以狹義相對論上的光速
  - 腦或認知科學裏的beta腦電波
  - 天文測量學上的黃道座標系統
  - 自動控制系統或電子電路中的回授因子(或回授函數)

### Γγ（gamma）
- 代表：
  - 傳輸或電訊線路的反射係數
  - 波导的光學模式的限制因子
  - Γ函數（產生階乘的函數）
  - 上不完全Γ函數
  - 模群（英语：modular group）
  - 伽瑪分佈（以Γ函數定義的連續機率分析）
  - 第二種的克氏符號
  - 圖中與一頂點中有邊相連的頂點
- 代表：
  - 結構工程中負荷與材質的安全係數
  - 物質的比重量
  - 下不完全Γ函數
  - 三角形裏第三個角，在邊C的對面
  - 數學上的歐拉-馬歇羅尼常數
  - 伽馬射線和光子
  - 熱力學上的絕熱指數
  - 狹義相對論上的勞侖茲因子
  - 阻尼係數（kg/s）
  - 雙極性電晶體中射極電流與基極電流的比例[1]

### Δδ（delta）
- 代表：
  - 有限差分
  - 差分算子
  - 對稱差
  - 拉普拉斯算子
  - 一條圓形曲線的圓心角
  - 反矩陣的行列式[2]
  - 圖中各顶点度数的最小值
  - 給定變數的變化，如∆v代表速度的變化
  - 金融數學上的價格敏感度
  - 以天文單位作單位，與地球的距離
  - 化學式的熱量
  - 一元二次方程的判別式
- 代表：
  - 變分法的一個變分
  - 克羅內克函數
  - 金融數學上的複利
  - 狄拉克δ函數
  - 斯科羅霍德積分（英语：Skorokhod integral）
  - 圖中最小的角度
  - 天文測量學上的赤緯
  - 特納函數（Turner Function）
  - 新型變種冠狀病毒 (Variant of Coronavirus)

### Εε（epsilon）
- 代表：
  - 在極限中代表一個很小的正數
  - 迴歸分析中一個隨機的錯誤
  - 集合論中最大的序數{\displaystyle \omega ,\omega ^{\omega },\omega ^{\omega ^{\omega }},\dots }
  - 在電腦科學中的空串
  - 列维-奇维塔符号
  - 電容率ε
  - 在電磁學、半導體物理中的相对电容率εr
  - 發射率
  - 在連續介質力學中的形變
  - 在天文測量學中，地球的轉軸傾角
  - 在經濟學中的彈性
  - 在統計學和機率論中的期望值
  - 電動勢
  - 在化學中，發色團的莫耳吸光度
- 在集合中，屬於一集合的元素的符號∈是由ε演變出來的

### Ϝϝ（digamma）
- 代表：
  - 有時用作表示雙伽瑪函數，但通常被拉丁字母F（差不多一樣）替代。

### Ζζ（zeta）
- 代表：
  - 在數學中的黎曼ζ函數和其他的ζ函數（英语：zeta function）
  - 聚合物力學的黏性係數
  - 阻尼比
  - 流體力學中的渦量
  - 角加加速度

### Ηη（eta）
- 代表：
  - 指電磁學模型中自由空間的本質阻抗
  - 在統計學中的部分迴歸係數
  - 在經濟學中的彈性
  - 氣象學中的絕對渦量，指相對渦量與地球轉動造成的科氏力一併考慮的渦量
  - 折射率
  - 介子的一種
  - 黏度
  - 統計學中母體中位數
  - 統計學中的效率
  - 在相對論中的閔考斯基時空
  - 物理学中的效率
  - 通信系統裡的雜音

### Θθ（theta）
- 代表：
  - 大Θ符號，為大O符號與大Ω符號的結合
  - 金融數學中已過的時間的敏感度
  - 指非零的序數
- 代表：
  - 在幾何學中的角
  - 在球坐標系或圓柱坐標系中，z軸與xy平面的角
  - 在熱力學中的位温
  - 工程學以θ代表平均故障間隔
  - 土壤含水量
  - 德拜溫度
  - Θ函數
- 有時亦為變異的，代表：
  - 切比雪夫函數

### Ιι（iota）
- 代表：
  - APL语言中的指标生成函数（写作）

### Κκ（kappa）
- 代表：
  - 壁面紊流（英语：Von Kármán constant）
  - Kappa曲線
  - 矩陣條件數，指數量在數值計算中的容易程度的衡量
  - 連通圖
  - 曲率
  - 介電常數{\displaystyle (\varepsilon /\varepsilon _{0})}
  - 熱導率（亦常使用小寫拉丁字母k）
  - 彈簧的勁度係數（亦常使用小寫拉丁字母k）
  - 絕熱指數（亦常用γ）

### Λλ（lambda）
- 代表：
  - 馮·曼戈爾特函數
  - 公理系統內一個邏輯公理
  - 宇宙學常數
  - Λ粒子，一種重子
  - 線性代數中特徵向量的對角矩陣
  - 電磁學中的磁導
- 代表：
  - 波長，一固定的頻率裡，離平衡位置的位移與時間皆相同的兩個質點之間的最短距離。
  - 指數衰減
  - λ演算
  - 卜瓦松分佈的一個參數
  - 特徵值
  - 等候理論的到達率
  - 指數分布的一個參數
  - 失效率
  - 平均數
  - 聚變的潛熱
  - 拉格朗日乘數，也應用於經濟學的影子價格
  - 勒貝格可測集的勒貝格測度，等于这个集合通常意义的体积
  - 經度
  - 線密度
  - 黃經，為黃道座標系統中用來確定天體在天球上位置的一個座標值
  - 劉維爾函數
  - 卡邁克爾函數
  - 等於一微升（µL）或一立方公釐（mm3）
  - 電腦科學中的空字元串

### Μμ（mu）
- 代表：
  - 数论中的莫比乌斯函数
  - 表示模的环表示
  - 概率论和统计学中总体的平均数或期望值
  - 测度论中的一个测度
  - 微，一个国际单位制词头，表示10−6（100万分之一）
  - 物理学中的摩擦因数
  - 等候理论中的服务效率
  - 物理学中的黏度
  - 电磁学中的磁导率
  - μ子
  - 约化质量
  - 凝聚态物理学中的化学势
  - 药理学中，使得与其结合的腦內啡有最高的亲和势的受体[3]

### Νν（nu）
- 代表：
  - 物理学中的速度（以米每秒（ms^-1）为单位）
  - 材料科学中的泊松比
  - 中微子
  - 液體的kinematic viscosity
  - 化學計量係數
  - 數學中的零空間

### Ξξ（xi）
- 代表：
  - 统计力学中的巨正则系综
  - 一类重子
- 代表：
  - 概率论中的一个随机变量
  - 化学反应的程度
  - 相干长度
  - 阻尼比

### Οο（omicron）
- 代表：
  - 大Ο符号（也可能用大写的拉丁字母O表示）

### Ππ（pi）
- 代表：
  - 数学中用以表示乘积的符号
  - 几何学中一个平面
- 代表：
  - 圓周率，為圆的周长与直径的比值
  - 数论中的素数计数函数
  - 微观经济学和博弈论中的利润
  - 宏观经济学中的通货膨胀率，表为与时间有关的常数
  - 马尔科夫链的状态分布
  - 化学中的一种共价键（π键）
  - 粒子物理学中的π介子
  - 电子学中，一种小信号模型又被称为混合π模型
- ϖ（一种变体）代表：
  - 流体力学中的波浪的角频率（角频率常用{\displaystyle \omega }表示，但易与渦度的符号混淆)
  - 天体力学中的近心点经度[4]
  - 宇宙学中的同移距离[5]

### Ρρ（rho）
- 代表：
  - 极坐标系，柱坐标系和球坐标系中的半径
  - 统计学中的相关系数
  - 金融数学中的利率敏感度
  - 密度
  - 电阻率
  - APL语言中的变形运算符
  - 矩阵的秩

### Σσ（sigma）
- 代表：
  - 求和算子
  - 协方差矩阵
  - 形式语言中的终结符号的集合
- 代表：
  - 黑体辐射的斯特藩-玻尔兹曼常数
  - 数论中的一类除数函数
  - 解析数论中复变量的实部
  - 群论中的一个置换
  - 概率论，统计中一个分布的标准差
  - 化学中的一种共价键（σ键）
  - 关系代数中的选择算子
  - 力学中的应力
  - 电导率（电阻率的倒数）
  - 面积密度
  - 不确定性

### Ττ（tau）
- （小写）代表
  - 一个时间区间
  - 指数衰减的量的平均寿命
  - 力学中的力矩
  - τ子，粒子物理学中的一种基本粒子
  - 自发发射过程的寿命
  - RC电路的时间常数
  - 相对论中的原時
  - 黄金分割率1.618...（尽管φ更常用）
  - 数论中的拉马努金τ函数
  - 天文学中，透明度的衡量，或者说，有多少阳光不能穿透大气
  - 表示论中的缠结算子
  - Tau蛋白，一种与微管结合的蛋白
  - 连续介质力学中的剪应力
  - 高歐拉商數的除數個數（OEIS數列A000005）
  - 类型论中的类型变量，如简单类型λ演算
  - 拓扑学中一个指定的拓扑
  - 圆周率的2倍（2π），即圆的周长与半径之比。

### Υυ（upsilon）
- 代表：
  - Υ介子，一种粒子
- 代表：
  - 在一些教科書中出現的頻率
  - 速度，在量子力學代表近光速的速度
  - 一個基本粒子

### Φφ（phi）
- 代表：
  - 逸出功，是指使一个电子立即从固体表面逸出，所需提供的最小能量
  - 磁通量
  - 正态分布的累积分布函数
  - 苯基
  - 黄金分割率的倒数，即1/φ
  - 注意：空集的符号{\displaystyle \varnothing }与Φ相似但不是Φ
- 代表：
  - 黄金分割率，约等于1.618...
  - 数论中的欧拉函数
  - 解析空间上的全纯函数
  - 复数的辐角
  - 平面角的大小值
  - 球坐标下与z轴的夹角
  - 大地测量学中的纬度
  - 物理学和数学中的标量场
  - 辐射通量
  - 电势
  - 正态分布的密度函数
  - 週期性函數的初始相位

### Χχ（chi）
- 代表：
  - 统计学中的χ分布（卡方分布更为常见）
  - 图论中一个图的着色数
  - 代数拓扑中的欧拉示性数
  - 元素周期表中表示电负性
  - 拉比频率
  - 基本粒子的旋量
  - 电磁学中磁化率
  - 線性代數中的特徵多項式
  - 数学中的特征，特别是指狄利克雷特征
  - 数学中的指示函数

### Ψψ（psi）
- 代表：
  - 水勢能
  - 组合子逻辑中的quaternary組合子
  - 統計學中的殘差矩陣
- 代表：
  - 量子力学中薛定谔方程的波函数
  - 流体动力学中的流體函數（英语：stream function）
  - 車輛的偏航角
  - 在内蕴坐标系下，曲线的切线与x轴的夹角
  - 数论中的第二切比雪夫函数
  - 磁鏈

### Ωω（omega）
- 代表：
  - 数学中的欧米加常数
  - 与大O记号相关的一个渐进下界记号
  - 样本空间，概率论和统计力学中所有可能的事件或系统状态的集合
  - 欧姆，国际单位制中电阻的单位
  - 物体的转速
  - 立体角
  - 重子
  - 算术函数(n)，等于n的素因子分解中所有素因子的方次的和
  - 天体力学中的升交点黄经
  - 物理宇宙学中的密度参数
- 代表：
  - 第一个无穷序数
  - 自然数集，常用于集合论中，其他数学领域中则常用{\displaystyle \mathbb {N} }表示自然数集
  - 与大O记号相关的一个渐进下界记号
  - 概率论中，一个实验的可能结果
  - 角速度
  - 三次单位根的一个，另一个是它的平方：{\displaystyle \omega ^{2}}
  - 使用位势高度的坐标系下的垂直速度，常用于大气动力学中
  - 介子
  - 算术函数(n)，等于n的不相同的素因子的个数
  - 微分形式
  - 天体力学中的近心点幅角
  - 是的变体，由上加一横得到

## 希臘字母的中文化
在十九世紀中期，中國數學家李善蘭利用二十八宿的名字翻譯24個希臘字母。
（翻譯大寫字母時則在相對應的星宿名字左方配上「口」字部）
| 希腊字母大写 | 对应星宿名 | 希腊字母小写 | 对应星宿名 |
| ------------ | ---------- | ------------ | ---------- |
| Α            | 唃         | α            | 角         |
| Β            | 吭         | β            | 亢         |
| Γ            | 呧         | γ            | 氐         |
| Δ            | ⿰口房     | δ            | 房         |
| Ε            | 吣         | ε            | 心         |
| Ζ            | 𠳿         | ζ            | 尾         |
| Η            | ⿰口箕     | η            | 箕         |
| Θ            |            | θ            | 斗         |
| Ι            | 吽         | ι            | 牛         |
| Κ            | 𠯆         | κ            | 女         |
| Λ            | 噓         | λ            | 虛         |
| Μ            | 𠱓         | μ            | 危         |
| Ν            | 㗌         | ν            | 室         |
| Ξ            | ⿰口壁     | ξ            | 壁         |
| Ο            | 喹         | ο            | 奎         |
| Π            | 嘍         | π            | 婁         |
| Ρ            | 喟         | ρ            | 胃         |
| Σ            | ⿰口昴     | σ            | 昴         |
| Τ            | 嗶         | τ            | 畢         |
| Υ            | 嘴         | υ            | 觜         |
| Φ            | 嘇         | φ            | 參         |
| Χ            | ⿰口井     | χ            | 井         |
| Ψ            | 𠺌         | ψ            | 鬼         |
| Ω            | ⿰口柳     | ω            | 柳         |

## 參看
- 希臘字母
- 偽希臘字母
- 用於數學的拉丁字母
- 數學符號表
- 數學字母數字元號